# 山梨県獣医師会
公益社団法人山梨県獣医師会（こうえきしゃだんほうじん やまなしけんじゅういしかい 英称 Yamanashi Veterinary Medical Association）は、山梨県知事所管の山梨県の獣医師を会員とする公益社団法人

## 本部所在地
- 〒400-0858 山梨県甲府市相生2-15-12

## 業務内容
- 獣医師会員の学術技能向上のための研修会・講習会事業等の実施
- 山梨県との動物に関する連携事業
- 疾病している野鳥の保護・救護
- 県内各学校で飼われている動物の飼育指導
- 県内各市町村との連携事業
- 狂犬病の予防接種・防止活動